# Universidad de Pittsburgh en Johnstown
La Universidad de Pittsburgh en Johnstown (conocido también como UPJ y oficialmente University of Pittsburgh at Johnstown) es una universidad regional y a su vez lugar designado por el censo ubicado en el condado de Cambria en el estado estadounidense de Pensilvania. En el Censo de 2010 tenía una población de 1572 habitantes y una densidad poblacional de 1.039,3 personas por km².

## Geografía
La Universidad de Pittsburgh en Johnstown se encuentra ubicada en las coordenadas 40°15′45″N 78°49′47″O / 40.26250, -78.82972. Según la Oficina del Censo de los Estados Unidos, La Universidad de Pittsburgh en Johnstown tiene una superficie total de 1.51 km², de la cual 1.51 km² corresponden a tierra firme y (0%) 0 km² es agua.

## Demografía
Según el censo de 2010, había 1572 estudiantes residiendo en la Universidad de Pittsburgh en Johnstown. La densidad de población era de 1.039,3 hab./km². De los 1572 habitantes, la Universidad de Pittsburgh en Johnstown estaba compuesta por el 93.38% blancos, el 2.99% eran afroamericanos, el 0.19% eran amerindios, el 1.72% eran asiáticos, el 0.06% eran isleños del Pacífico, el 0.45% eran de otras razas y el 1.21% pertenecían a dos o más razas. Del total de la población el 1.65% eran hispanos o latinos de cualquier raza.